# NAFC-kampioenschap
Het NAFC-kampioenschap was een voetbaltoernooi voor landenteams dat werd georganiseerd door de in 1946 opgerichte North American Football Confederation (NAFC) de voetbalbond waarbij Canada, Cuba, Mexico en de Verenigde Staten waren aangesloten.
In 1947 werd het eerste toernooi in Cuba georganiseerd, hierbij nam namens de Verenigde Staten de amateurclub Ponta Delgada SC uit Fall River (Massachusetts) deel. Het tweede toernooi in 1949, wat tevens als het kwalificatietoernooi gold voor de WK 1950, werd in Mexico-Stad gespeeld. Canada ontbrak op beide toernooien.
Nadat de NAFC en de in 1938 opgerichte Confederación Centroamericana y del Caribe de Fútbol (CCCF) in 1961 samengingen in de CONCACAF werd het CONCACAF-kampioenschap georganiseerd (de directe voorloper van de CONCACAF Gold Cup) en verving deze het NAFC- en het CCCF kampioenschap, dat tussen 1941-1961 tien edities telde.
In 1990, 41 jaar na de tweede editie, organiseerde de NAFU in Canada een nieuw toernooi voor landenteams onder de naam North American Nations Cup en als opvolger van het NAFC-kampioenschap gezien kan worden. De drielidstaten, Canada, Mexico en de Verenigde Staten, namen eraan deel. In 1991 volgde een toernooi in de Verenigde Staten. Na de start van de Gold Cup, waar de NAFU-leden automatisch zijn geplaatst, verviel dit kampioenschap weer.

## Overzicht
| Jaar         | Gastland         | Winnaar | 2e               | 3e                  |
| ------------ | ---------------- | ------- | ---------------- | ------------------- |
| 1947 Details | Cuba             | Mexico  | Cuba             | Verenigde Staten *  |
| 1949 Details | Mexico           | Mexico  | Verenigde Staten | Cuba                |
| 1990 Details | Canada           | Canada  | Mexico           | Verenigde Staten ** |
| 1991 Details | Verenigde Staten | Mexico  | Verenigde Staten | Canada              |

* 1947: namens de Verenigde Staten nam Ponta Delgada SC deel.
** 1990: de Verenigde Staten namen met het B-team deel.

## Medaillespiegel
| Plaats | Land             | Goud | Zilver | Brons | Totaal |
| 1      | Mexico           | 3    | 1      | 0     | 4      |
| 2      | Canada           | 1    | 0      | 1     | 2      |
| 3      | Verenigde Staten | 0    | 2      | 2     | 4      |
| 4      | Cuba             | 0    | 1      | 1     | 2      |
| Totaal | Totaal           | 4    | 4      | 4     | 12     |

## Deelnames
In deze tabel staan de landen die meededen aan het NAFC-kampioenschap. 
| Land   | Aantal           | Toernooien             |
| ------ | ---------------- | ---------------------- |
| 4 keer | Mexico           | 1947, 1949, 1990, 1991 |
| 4 keer | Verenigde Staten | 1947, 1949, 1990, 1991 |
| 2 keer | Cuba             | 1947, 1949             |
| 2 keer | Canada           | 1990, 1991             |